# Йон Братіану
Йон Братіану (точніше — Бретіану; рум. Ion Constantin Brătianu, *2 червня 1821, Пітешть, Румунія — †16 травня 1891) — румунський політик, прем'єр-міністр та міністр оборони. Найважливіші події в часи його урядових каденцій — участь Румунії у Московсько-Турецькій війні (1877—1878) та проголошення країни незалежним царством (1881). В цілому одна з головних політичних фігур XIX століття в Румунії. Молодший брат Думітру, і батько Йонела, Діну, і Вінтіле Бретіану. Він також дід поета Йона Пілата.

## Біографія

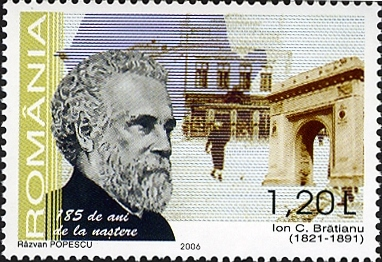
Марка Румунії, присвячена 185-річчю з дня народження Йона Бретіану

Народився 2 червня 1821 в багатій родині землевласників з місті Пітешть в Арджеші.
З 1838 служив в Волоській армії, в 1841 розпочав навчання в Парижі, де вступив в Республіканську партію. Разом з ним приєдналися до передового руху Розетті і брати Голеско.
Повернувшись на свою рідну землю, Братіану, разом зі своїм другом Константином Розетті та іншими молодими людьми (в тому числі і своїм старшим братом Дмитру) взяв участь в Волоської революції 1848 року, остання була пригнічена вступом російських і турецьких військ. Всі особи, скомпрометовані революцією, були потім заслані, і Братіану поїхав в Париж. Тільки в 1857, після укладення Паризького миру 1856, він зміг повернутися разом з іншими вигнанцями до Волощини.
При подвійному обранні Кузи (який був обраний князем в Молдови в 1859 в січні, і одночасно в Волощині) Братіану діяв на користь з'єднання обох князівств. Однак, під час правління цього князя він не встиг зайняти якесь вагоме становище. Після сходження на престол князя Карла Гогенцоллернського в 1866, Братіану здобув більш вагомий вплив.
У березні 1867 Братіану став зі своїми прихильниками біля керма правління, яке міг, однак, утримати лише до листопада 1868. Однією з його цілей було розширення Румунської держави, а тому організував дако-румунське рух. Братіану скористався стараннями князя Карла, спрямованими на розвиток шляхів сполучення країни і особливо на проведення залізниць, для того, щоб зав'язати зносини з Пруссією. Таким чином відбувся залізничний договір з Струсбергом за умов, вкрай важких для держави. В результаті політика Братіану внесла смуту в країну, так що він, змушений був просити в листопаді 1868 про відставку.
З цих пір партія Братіану стала прагнути до скинення князя, особливо після проголошення республіки у Франції у вересні 1870 з цією метою активно експлуатувалися французькі симпатії народу. Букарештський рух 22 березня 1871 був лише прелюдією задуманого великого повстання, але план цей зазнав фіаско, завдяки енергії консервативного кабінету Ласкара Катарджи.
У 1876 Братіану знову встав на чолі міністерства і зберігав владу до квітня 1881.
При облозі Плевни він послав румунську армію на допомогу російським військам і проголосив потім незалежність Румунії, а 26 березня 1881 піднесення Румунського князівства до ступеню королівства.
У квітні 1881 на короткий час його замінив брат Дмитру Братіану, який був до цього посланцем в Константинополі.
У червні того ж року Братіану знову став на чолі міністерства і протримався на цій посаді до 1888.